# Helicoverpa
Helicoverpa és un gènere de lepidòpters ditrisis de la família Noctuidae. Les erugues d'algunes espècies són importants plagues per a l'agricultura que ataquen diverses plantes conreades.

## Taxonomia
- Helicoverpa armigera Hübner, 1805 - Cuc del cotó
- Helicoverpa assulta (Guenée, 1852)
- Helicoverpa atacamae Hardwick, 1965
- Helicoverpa fletcheri Hardwick, 1965
- Helicoverpa gelotopoeon (Dyar, 1921)
- Helicoverpa hardwicki Matthews, 1999
- Helicoverpa hawaiiensis Quaintance & Brues, 1905
- Helicoverpa helenae Hardwick, 1965
- Helicoverpa pallida Hardwick, 1965
- Helicoverpa prepodes Common, 1985
- Helicoverpa punctigera Wallengren, 1860
- Helicoverpa titicacae
- Helicoverpa toddi Hardwick, 1965
- Helicoverpa zea Boddie, 1850